# 他扎罗汀
他扎罗汀（INN：tazarotene；商品名：Tazorac）是一种第三代处方外用类视黄醇药物，主要用于治疗銀屑病和痤疮，它也被用于治疗皮肤的光老化和光损伤。

## 合成
他扎罗汀的全合成如下：
第一步为苯硫酚和二甲基烯丙基溴（1）反应生成硫醚（2），并经Friedel-Crafts环化反应得到噻喃（3）。它经过乙酰化得到甲基酮（4），和氯磷酸二乙酯反应得到相应的磷酸酯（5）中间体，在过量碱存在下，消除磷酸酯，生成炔烃衍生物（6），它再与7反应，得到最终的产物他扎罗汀（8）。